# Герб Черновицкой области
Герб Черновицкой области (укр. Герб Чернівецької області) — символический знак, выражающий исторические и духовные традиции Черновицкой области Украины.

## История
Герб создан на основе научных исследований и археологических раскопок, которые проводились на территории области в разные годы известными учёными края, с учётом особенностей регионов области, характерных особенностей природы, этнографии и культуры. Утверждён 16 декабря 1994 года.

## Описание
Щит рассечён на червлень и зелень. В червлени серебряные каменные ворота над золотой ветвью лавра, в зелени три золотых буковых орешка в столб. Щит венчает серебряный сокол. Вокруг щита золотой венок из буковых веток, увитый лазорево-золотой лентой

## Символика
Серебряный ворота и весть лавра являются основным элементом герба областного центра — города Черновцы. Плод (семена) бука символизирует леса Буковины, а также урожай, щедрость, продолжение рода и традиций.
За основу сокола взято геральдическое изображение, найденное при археологических раскопках на правом берегу Днестра. Этот сокол говорит, что эта земля — славянская, а этот край в XII—XIII веках был частью Галицкого княжества.
Лента воспроизводит цвета государственного флага Украины.